# Sean Klaiber
Sean Desmond Klaiber (Nieuwegein, 31 juli 1994) is een Surinaams-Nederlands voetballer die doorgaans als verdediger speelt. Hij stroomde in 2014 door vanuit de jeugd van FC Utrecht. In oktober 2020 verruilde Klaiber FC Utrecht voor Ajax, waarna hij in augustus 2022 transfervrij terugkeerde bij FC Utrecht. Vervolgens vertrok hij in september 2023 naar Brøndby IF. Klaiber debuteerde in 2021 voor het Surinaams voetbalelftal.

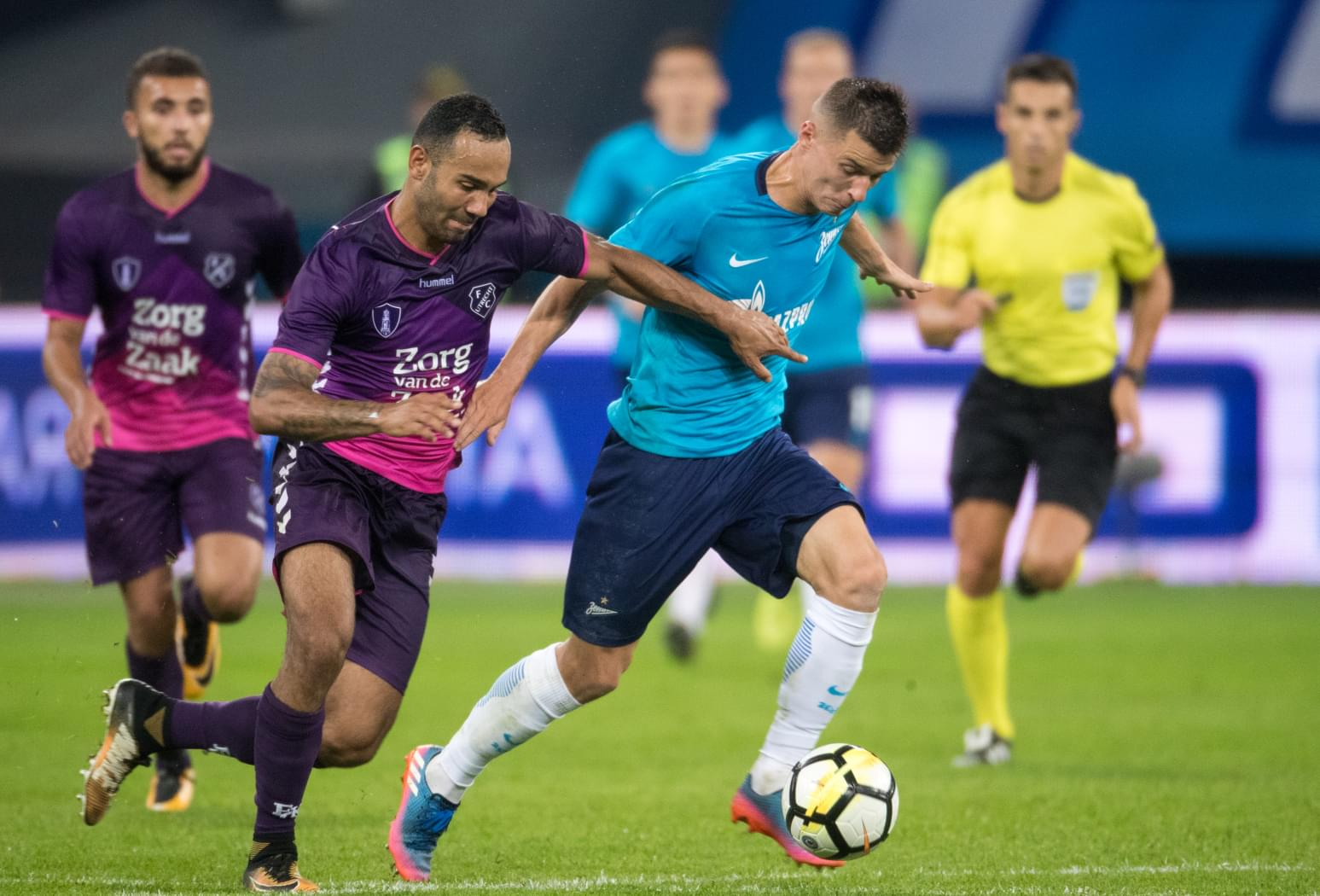
Klaiber voor FC Utrecht in de uitwedstrijd tegen FK Zenit Sint-Petersburg (2017)

## Clubcarrière

### FC Utrecht (eerste periode)
Gedurende het seizoen 2013/14 zat Klaiber voor het eerst bij de selectie van het eerste elftal. Zo zat hij verscheidene keren op de bank, waarna hij op 29 oktober 2013 enkele minuten mee mocht spelen in de KNVB Beker wedstrijd tegen Kozakken Boys. Deze wedstrijd werd na verlenging met 1–2 gewonnen. Klaiber verving Kai Heerings in minuut 116. Zijn competitiedebuut volgde op 23 februari 2014 tegen FC Groningen (1–0 winst). Klaiber startte die wedstrijd in de basis en werd in minuut 74 gewisseld voor Aleksander Bjelica. Vervolgens speelde Klaiber dat seizoen alleen nog als invaller mee in de met 2–1 gewonnen thuiswedstrijd tegen Vitesse. In het seizoen 2014/15 zat Klaiber tweemaal bij de wedstrijdselectie van het eerste elftal, waarbij hij een keer in mocht vallen. Gedurende de tweede seizoenshelft van het seizoen 2014/15 verhuurde FC Utrecht hem aan FC Dordrecht.

### FC Dordrecht
Voor het eerste elftal van FC Dordrecht maakte Klaiber op 17 januari 2015 zijn debuut in de met 2–0 verloren uitwedstrijd tegen AZ. In het restant van het seizoen 2014/15 zat Klaiber op een wedstrijd na, dit was uitgerekend de uitwedstrijd tegen FC Utrecht (6–1 verlies), bij de wedstrijdselectie. Hij speelde in tien keer mee als basisspeler en hij tweemaal invaller. Aan de eind van het seizoen degradeerde FC Dordrecht naar vanuit de Eredivisie naar de Eerste divisie.

### FC Utrecht (tweede periode)
Na zijn terugkeer bij FC Utrecht ontwikkelde Klaiber zich als een vaste waarde, waar hij op vele momenten waardevol was voor de club. Mede door zijn strijdvaardigheid was hij erg populair bij de Utrechtse supporters. Daarnaast is hij een door FC Utrecht zelf opgeleide speler en komt hij uit de provincie Utrecht.
In competitieverband eindigde Klaiber met FC Utrecht in het seizoen 2016/17 als vierde. De hoogste eindklassering sinds seizoen 1990/91. In de jaren daarna werden er eindklasseringen van de vijfde of zesde plaats behaald. In navolging daarvan wist hij met FC Utrecht driemaal de Nederlandse play-offs te winnen, waarna de club internationale kwalificatiewedstrijden voor de UEFA Europa League mocht gaan spelen. Het hoogtepunt hiervan was de kwalificatie in het seizoen 2017/18, waarna het verslaan van Valetta FC en Lech Poznan in de laatste ronde na verlenging werd verloren van Zenit Sint-Petersburg.
Tweemaal bereikte Klaiber met FC Utrecht de finale van de KNVB Beker. Beide keren speelde hij deze echter niet. In het seizoen 2015/16 miste hij een deel van het seizoen door een liesblessure en kwam hij in de 2–1 verloren finale tegen Feyenoord niet in actie. In het seizoen 2019/20 bereikte FC Utrecht na een enerverende halve finale tegen Ajax (2–0 winst) de finale. Klaiber pakte in minuut 87 echter een ongelukkige gele kaart, wat hem een schorsing van één wedstrijd opleverde. Hij kon daarbij zijn emoties moeilijk bedingen, maar werd gesteund door het Utrechtse publiek. Uiteindelijk werd de finale door de coronapandemie helemaal niet gespeeld.

### Ajax
Op 1 oktober 2020 tekende Klaiber voor drie seizoenen bij Ajax, plus optie tot verlenging voor één seizoen. Hier werd hij, evenals eerder bij FC Utrecht, opnieuw getraind door Erik ten Hag. Op 18 oktober debuteerde hij voor Ajax als invaller in de thuiswedstrijd tegen sc Heerenveen. De eerste wedstrijd met Klaiber in de basis, uit tegen VVV-Venlo op 24 oktober, werd door Ajax met 0–13 gewonnen. Op de positie van rechtsback moest Klaiber de concurrentie aangaan met Noussair Mazraoui, die meestal in de basisopstelling stond. Toch kreeg Klaiber in de eerste helft van het seizoen vrij veel speeltijd. Op 27 oktober debuteerde hij in de UEFA Champions League als invaller tijdens de uitwedstrijd tegen Atalanta Bergamo. In de tweede helft van het seizoen kreeg Klaiber minder speeltijd, mede omdat ook Devyne Rensch en Jurriën Timber regelmatig als rechtsback speelden.
Tijdens de voorbereiding op seizoen 2021/22 scheurde Klaiber zijn voorste kruisband, waardoor hij zo goed als het gehele seizoen zou missen. In maart 2022 keerde hij terug op het trainingsveld, maar de resterende wedstrijden van dat seizoen kwamen nog te vroeg.
In de voorbereiding op het seizoen 2022/23 maakte hij zijn terugkeer binnen de lijnen in de met 3–0 gewonnen oefenwedstrijd tegen SV Meppen. En in de opvolgende wedstrijd tegen SC Paderborn 07 stond Klaiber als aanvoerder op het veld en ook tegen NK Lokomotiva Zagreb en KAS Eupen maakte hij minuten. Na de start van de competitie had Klaiber echter weinig perspectief op speeltijd. Naast Devyne Rench kreeg hij er half augustus met Jorge Sánchez een directe concurrent bij. Klaiber zat in de eerste twee speelrondes van de competitie nog bij de wedstrijdselectie, maar in de opvolgende twee competitiewedstrijden bleef hij daarbuiten.

### FC Utrecht (derde periode)
Op 29 augustus 2022 werd bekendgemaakt dat Klaiber, ondanks zijn nog eenjarige contract bij Ajax, transfervrij de overstap terug naar FC Utrecht zou maken. De Utrechtse club hoopte mede met het aantrekken van Klaiber na een matige seizoensstart de competitie een beter vervolg te kunnen gaan geven. Zijn eerste minuten voor FC Utrecht volgden enkele dagen later op 2 september 2022 in met 3–4 gewonnen uitwedstrijd tegen Fortuna Sittard. In minuut 63 verving hij Hidde Ter Avest. Na zijn terugkeer kampte Klaiber met vormverlies en sprak het publiek ongenoegen uit over het gehele efltal. Na een 1–2 thuisnederlaag tegen Go Ahead Eagles kwam hij fysiek in aanvaring met Frans van Seumeren, aandeelhouder van de club. De aandeelhouder bood later zijn excuses aan en sprak van een vader-zoon-relatie. In hetzelfde seizoen werd Klaiber uitgefloten door het Utrechtse publiek. Aan het eind van het seizoen 2022/23 viel Klaiber uit met een spierblessure. Ook na zijn terugkeer van zijn blessure gaf Klaiber aan dat het getoonde voetbal niet optimaal was en dat in het nieuwe seizoen anders zou moeten.

### Brøndby IF

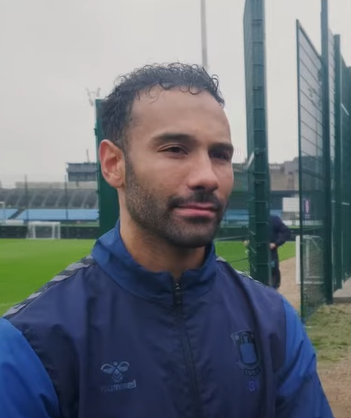
Klaiber namens Brøndby IF (2023)

Enkele dagen na zijn uitspraken over de veranderingen voor het nieuwe seizoen maakte Klaiber begin september 2023 vlak voor het sluiten van de transfermarkt de overstap naar Brøndby IF. Klaiber maakte na de interesse vanuit de Deense club aan FC Utrecht kenbaar voor de nieuwe uitdaging te willen gaan.

## Clubstatistieken

### Beloften
| Seizoen                        | Club            | Competitie          | Competitie | Competitie | Competitie | Overig | Overig | Overig | Totaal | Totaal | Totaal |
| Seizoen                        | Club            | Competitie          | Wed.       | Dlp.       | Ass.       | Wed.   | Dlp.   | Ass.   | Wed.   | Dlp.   | Ass.   |
| ------------------------------ | --------------- | ------------------- | ---------- | ---------- | ---------- | ------ | ------ | ------ | ------ | ------ | ------ |
| 2012/13                        | Jong FC Utrecht | Beloften Eredivisie | 0          | 0          | 0          | 3      | 0      | 0      | 3      | 0      | 0      |
| 2013/14                        | Jong FC Utrecht | Beloften Eredivisie | 14         | 1          | 1          | 1      | 1      | 0      | 15     | 2      | 1      |
| 2014/15                        | Jong FC Utrecht | Beloften Eredivisie | 1          | 1          | 0          | 6      | 1      | 0      | 7      | 2      | 0      |
| 2016/17                        | Jong FC Utrecht | Eerste divisie      | 7          | 0          | 0          | 0      | 0      | 0      | 7      | 0      | 0      |
| Carrière totaal                | Carrière totaal | Carrière totaal     | 22         | 2          | 1          | 10     | 2      | 0      | 32     | 4      | 1      |
| Bijgewerkt op 22 december 2024 |                 |                     |            |            |            |        |        |        |        |        |        |

### Senioren
| Seizoen                        | Club            | Competitie      | Competitie | Competitie | Competitie | Beker | Beker | Beker | Internationaal | Internationaal | Internationaal | Overig | Overig | Overig | Totaal | Totaal | Totaal |
| Seizoen                        | Club            | Competitie      | Wed.       | Dlp.       | Ass.       | Wed.  | Dlp.  | Ass.  | Wed.           | Dlp.           | Ass.           | Wed.   | Dlp.   | Ass.   | Wed.   | Dlp.   | Ass.   |
| ------------------------------ | --------------- | --------------- | ---------- | ---------- | ---------- | ----- | ----- | ----- | -------------- | -------------- | -------------- | ------ | ------ | ------ | ------ | ------ | ------ |
| 2013/14                        | FC Utrecht      | Eredivisie      | 2          | 0          | 0          | 1     | 0     | 0     | 0              | 0              | 0              | 0      | 0      | 0      | 3      | 0      | 0      |
| 2014/15                        | FC Utrecht      | Eredivisie      | 1          | 0          | 0          | 0     | 0     | 0     | –              | –              | –              | 0      | 0      | 0      | 1      | 0      | 0      |
| 2014/15                        | → FC Dordrecht  | Eredivisie      | 12         | 2          | 1          | 0     | 0     | 0     | –              | –              | –              | 0      | 0      | 0      | 12     | 2      | 1      |
| 2015/16                        | FC Utrecht      | Eredivisie      | 17         | 0          | 4          | 2     | 0     | 1     | –              | –              | –              | 0      | 0      | 0      | 19     | 0      | 5      |
| 2016/17                        | FC Utrecht      | Eredivisie      | 10         | 0          | 2          | 1     | 0     | 0     | –              | –              | –              | 4      | 0      | 0      | 15     | 0      | 2      |
| 2017/18                        | FC Utrecht      | Eredivisie      | 33         | 1          | 1          | 1     | 0     | 1     | 6              | 1              | 2              | 3      | 0      | 1      | 43     | 2      | 5      |
| 2018/19                        | FC Utrecht      | Eredivisie      | 33         | 2          | 5          | 2     | 0     | 0     | –              | –              | –              | 4      | 0      | 0      | 39     | 2      | 5      |
| 2019/20                        | FC Utrecht      | Eredivisie      | 24         | 4          | 4          | 5     | 0     | 0     | 2              | 0              | 0              | 0      | 0      | 0      | 31     | 4      | 4      |
| 2020/21                        | FC Utrecht      | Eredivisie      | 2          | 1          | 0          | 0     | 0     | 0     | –              | –              | –              | 0      | 0      | 0      | 2      | 1      | 0      |
| 2020/21                        | Ajax            | Eredivisie      | 15         | 0          | 3          | 1     | 0     | 0     | 6              | 0              | 0              | 0      | 0      | 0      | 22     | 0      | 3      |
| 2021/22                        | Ajax            | Eredivisie      | 0          | 0          | 0          | 0     | 0     | 0     | 0              | 0              | 0              | 0      | 0      | 0      | 0      | 0      | 0      |
| 2022/23                        | FC Utrecht      | Eredivisie      | 28         | 1          | 4          | 3     | 1     | 1     | –              | –              | –              | 2      | 0      | 0      | 33     | 2      | 5      |
| 2023/24                        | FC Utrecht      | Eredivisie      | 2          | 0          | 0          | 0     | 0     | 0     | –              | –              | –              | 0      | 0      | 0      | 2      | 0      | 0      |
| 2023/24                        | Brøndby IF      | Superligaen     | 15         | 2          | 0          | 3     | 0     | 0     | –              | –              | –              | 8      | 2      | 1      | 26     | 4      | 1      |
| 2024/25                        | Brøndby IF      | Superligaen     | 13         | 0          | 2          | 2     | 0     | 0     | 3              | 0              | 1              | 0      | 0      | 0      | 18     | 0      | 3      |
| Carrière totaal                | Carrière totaal | Carrière totaal | 207        | 13         | 26         | 21    | 1     | 3     | 17             | 1              | 2              | 21     | 2      | 2      | 266    | 17     | 34     |
| Bijgewerkt op 22 december 2024 |                 |                 |            |            |            |       |       |       |                |                |                |        |        |        |        |        |        |

## Interlandcarrière

### Nederland onder 20
Op 12 oktober 2013 debuteerde Klaiber voor Nederland onder 20 in een vriendschappelijke wedstrijd tegen Duitsland onder 20 (0–4 verlies).
| Interlands van Sean Klaiber voor Nederland onder 20 | Interlands van Sean Klaiber voor Nederland onder 20 | Interlands van Sean Klaiber voor Nederland onder 20 | Interlands van Sean Klaiber voor Nederland onder 20 | Interlands van Sean Klaiber voor Nederland onder 20 | Interlands van Sean Klaiber voor Nederland onder 20 |
| №                                                   | Datum                                               | Wedstrijd                                           | Uitslag                                             | Soort Wedstrijd                                     | Doelpunten                                          |
| Als speler bij FC Utrecht                           | Als speler bij FC Utrecht                           | Als speler bij FC Utrecht                           | Als speler bij FC Utrecht                           | Als speler bij FC Utrecht                           | Als speler bij FC Utrecht                           |
| --------------------------------------------------- | --------------------------------------------------- | --------------------------------------------------- | --------------------------------------------------- | --------------------------------------------------- | --------------------------------------------------- |
| 1.                                                  | 12 oktober 2013                                     | Nederland onder 20 – Duitsland onder 20             | 0 – 4                                               | Vriendschappelijk                                   | –                                                   |
| 2.                                                  | 14 oktober 2013                                     | Turkije onder 20 – Nederland onder 20               | 3 – 2                                               | Vriendschappelijk                                   | –                                                   |

### Nederland onder 21
Op 30 maart 2015 debuteerde Klaiber voor Nederland onder 21 in een vriendschappelijke wedstrijd tegen Frankrijk onder 21 (4–1 verlies).
| Interlands van Sean Klaiber voor Nederland onder 21 | Interlands van Sean Klaiber voor Nederland onder 21 | Interlands van Sean Klaiber voor Nederland onder 21 | Interlands van Sean Klaiber voor Nederland onder 21 | Interlands van Sean Klaiber voor Nederland onder 21 | Interlands van Sean Klaiber voor Nederland onder 21 |
| №                                                   | Datum                                               | Wedstrijd                                           | Uitslag                                             | Soort Wedstrijd                                     | Doelpunten                                          |
| Als speler bij FC Dordrecht                         | Als speler bij FC Dordrecht                         | Als speler bij FC Dordrecht                         | Als speler bij FC Dordrecht                         | Als speler bij FC Dordrecht                         | Als speler bij FC Dordrecht                         |
| --------------------------------------------------- | --------------------------------------------------- | --------------------------------------------------- | --------------------------------------------------- | --------------------------------------------------- | --------------------------------------------------- |
| 1.                                                  | 30 maart 2015                                       | Frankrijk onder 21 – Nederland onder 21             | 4 – 1                                               | Vriendschappelijk                                   | –                                                   |
| 2.                                                  | 27 mei 2015                                         | Nederland onder 21 – Costa Rica onder 23            | 3 – 2                                               | Vriendschappelijk                                   | –                                                   |
| 3.                                                  | 29 mei 2015                                         | Verenigde Staten onder 23 – Nederland onder 21      | 3 – 1                                               | Vriendschappelijk                                   | –                                                   |
| 4.                                                  | 4 juni 2015                                         | Frankrijk onder 20 – Nederland onder 21             | 4 – 0                                               | Vriendschappelijk                                   | –                                                   |

### Suriname
Waar Klaiber in maart 2021 nog hoopte op een eventuele toekomst in het Nederlands elftal, koos hij er in juni van datzelfde jaar voor om voor Suriname te gaan spelen. Op 13 juli 2021 debuteerde Klaiber in een wedstrijd in de groepsfase van de CONCACAF Gold Cup 2021 tegen Jamaica (2–0 verlies). Op dat toernooi stond hij in alle drie de groepswedstrijden in de basis. Tot verdere wedstrijden kwam het, mede door zijn zware knieblessure enkele dagen na zijn eerste drie optredens, niet. In september 2023 zat hij voor de tweede keer bij de selectie.
| Interlands van Sean Klaiber voor Suriname | Interlands van Sean Klaiber voor Suriname | Interlands van Sean Klaiber voor Suriname | Interlands van Sean Klaiber voor Suriname | Interlands van Sean Klaiber voor Suriname | Interlands van Sean Klaiber voor Suriname |
| №                                         | Datum                                     | Wedstrijd                                 | Uitslag                                   | Soort wedstrijd                           | Doelpunten                                |
| Als speler bij Ajax                       | Als speler bij Ajax                       | Als speler bij Ajax                       | Als speler bij Ajax                       | Als speler bij Ajax                       | Als speler bij Ajax                       |
| ----------------------------------------- | ----------------------------------------- | ----------------------------------------- | ----------------------------------------- | ----------------------------------------- | ----------------------------------------- |
| 1.                                        | 13 juli 2021                              | Jamaica – Suriname                        | 2 – 0                                     | CONCACAF Gold Cup 2021                    |                                           |
| 2.                                        | 17 juli 2021                              | Suriname – Costaricaans                   | 1 – 2                                     | CONCACAF Gold Cup 2021                    |                                           |
| 3.                                        | 21 juli 2021                              | Suriname – Guadeloupe                     | 2 – 1                                     | CONCACAF Gold Cup 2021                    |                                           |

## Erelijst
| KNVB beker | 1x | 2020/21          |
| Eredivisie | 2x | 2020/21, 2021/22 |